# Чевиот-Хилс
Че́виот-Хи́лс (или Чи́виот-Хи́лс; англ. The Cheviot Hills) — цепь холмов в Великобритании на границе Англии и Шотландии, расположенная между Нортамберлендом и Скоттиш-Бордерс. Цепь холмов включает Чевиот (высота 815 м, самый высокий в цепи), а также Хеджхоуп-Хилл на востоке, Уинди-Гайл на западе, Кашэт-Ло и Бладибуш-Эдж на юге. Английская часть Чевиот-Хилс располагается в Нортамберлендском национальном парке. Цепь расположена к северу от вала Адриана и долины реки Тайн. Сложена гранитами, вулканическими туфами, известняками, песчаниками.
Иногда Чевиот-Хилс рассматривается как часть Южно-Шотландской возвышенности, так как она граничит с возвышенностью на севере. Поскольку через эту местность проходит тропа Пеннин-Уэй, холмы также считаются частью северных Пеннин, хотя от Чевиот-Хилс их отделяет долина Тайн-Гэп, часть которой располагается в южной части Нортамберлендского национального парка.
Прежде всего образование Чевиот-Хилс связано с геологической активностью, вызванной столкновением континентов Авалония и Лаврентия примерно 480—360 миллионов лет назад, что привело к сильной вулканической активности (каледонская складчатость), и, как следствие, к обнажению гранита, окружённого потоками лавы.
Этот район пользуется общим правом прохода в соответствии с английским Законом о сельской местности и правах проезда 2000 года и шотландским Законом о земельной реформе 2003 года.
Местность Чевиот-Хилс известна как родина собак породы денди-динмонт-терьер.

## Описание
Самый высокий холм цепи — Те-Чевиот (англ. The Cheviot), его высота — 815 м. К другим примечательным вершинам относятся Хеджхоуп-Хилл, Уинди-Гайл, Кашэт-Ло и Бладибуш-Эдж. При этом только вершина Уинди-Гайл находится на границе, остальные расположены в пределах Англии. Английская часть Чевиот-Хилс находится под охраной в пределах национального парка Нортамберленд.

## Геология
В центре цепи находится обнажённый раннедевонский гранит — Чевиотский плутон, окружённый потоками андезитовой лавы силурийской и девонской дуг, туфами и агломератами Чевиотского вулканического образования. Они, в свою очередь, прорваны интрузией роя вулканических даек с известково-щелочным химическим составом, радиально расположенных вокруг плутона. Как Плутон, так и вулканические породы обязаны своим происхождением северной субдукции океанической коры, прикреплённой к бывшему микроконтиненту Авалония под Лаврентьевской плитой в ходе каледонского тектогенеза в ордовикский и силурийский периоды.
Окружающий нижний слой образован известняком каменноугольного периода, хотя большая его часть скрыта поверхностными отложениями четвертичного периода.

## История
К югу от Чевиот-Хилс находится место битвы при Оттерберне 1388 года и, вероятно, ещё одной кровавой битвы между английскими и шотландскими войсками, после которой в живых осталось только 110 человек; эти события отражены в «Балладе о Чеви Чейз». Кроме того, в районе холмов, недалеко от посёлка Вулер, в 1402 году состоялась битва при Хомильдон-Хилле, а также битва при Хегли-Мур около деревни Поубёрн в 1464 году.

### Комментарии
1. ↑  Причиной приграничных столкновений между Перси, графом Нортумберлендом и шотландским графом Дугласом могло быть случайное пересечение шотландских границ группой охотников, что было воспринято как вторжение